# 藤村修三
藤村 修三（ふじむら しゅうぞう、1955年 - ）は、日本の経営学者。東京工業大学大学院イノベーションマネジメント研究科教授。専門はイノベーション論、R&D戦略。

## 来歴・人物
1955年生まれ。1978年千葉大学理学部物理学科卒。

1978年、富士通株式会社入社。富士通や富士通研究所にて、半導体プロセスの研究・開発に従事。

1993年、千葉大学大学院自然科学研究科博士（工学）課程を修了後、同大学で非常勤講師、1995年にも同大学で非常勤講師、1996年には武蔵工業大学（現・東京都市大学）で非常勤講師を務める。

1998年、米カリフォルニア州にてJLM Technologies設立に参加。
1998年、富士通退社。1999年、ANNEAL Corp. （JLM Technologiesを改称) CTO 
2002年、一橋大学イノベーション研究センター寄付研究部門客員教授に就任。
2005年4月、東京工業大学大学院イノベーションマネジメント研究科教授
。

## 著書・論文

### 著書
- 『半導体立国ふたたび』（日刊工業新聞社、2000年）

## 受賞
- 第56回科学技術庁注目発明（半導体装置の製造装置及び半導体装置の製造方法、1997年）
- 第1回日経BP BizTech 図書賞（『半導体立国ふたたび』日刊工業新聞社、2001年）
- 東工大教育賞受賞（2010年）